# Chicago Fire (Fernsehserie)
Chicago Fire ist eine US-amerikanische Drama-Fernsehserie mit Jesse Spencer, Taylor Kinney und Kara Killmer in den Hauptrollen. Sie wurde konzipiert von Michael Brandt und Derek Haas und wird seit 2012 von Universal Television in Zusammenarbeit mit Wolf Films für den US-Sender NBC produziert. Im Vordergrund der Serie stehen die Männer und Frauen der Feuerwache 51 des Chicago Fire Department.
Die Erstausstrahlung in den Vereinigten Staaten erfolgte am 10. Oktober 2012. Im Mai 2017 verlängerte NBC die Serie zusammen mit ihren Ablegern Chicago P.D. und Chicago Med um eine sechste Staffel, während der dritte Ableger Chicago Justice nach nur einer Staffel wieder eingestellt wurde. Die Serien gehören dem Serienuniversum von Law & Order an. Im März 2024 wurde die Serie um eine 13. Staffel verlängert.

## Handlung
Die Feuerwehrleute der Feuerwache 51 in Chicago haben täglich mit Stress und Gefahren zu tun. Diese Situationen wirken sich vor allem auf ihr Privatleben aus. So steckt Matthew Casey, Chef der Drehleiter 81, zunächst mitten in einer Trennung von seiner Verlobten und sucht in seiner Arbeit Ablenkung. Auch der Feuerwehrmann Christopher Herrmann hat am Anfang der Serie private Probleme, so musste er mitansehen, wie sein Haus zwangsversteigert wurde. Als ein Feuerwehrmann tödlich verunglückt, muss Matthew sich mit Kelly Severide, Leiter der Rüstgruppe 3, herumärgern. Trotzdem ist das Department für die meisten eine Ersatzfamilie.

## Besetzung und Synchronisation
Die deutsche Synchronisation entsteht durch die Synchronfirma FFS Film- & Fernseh-Synchron in Berlin. Die Dialogbücher schrieben Michael Nowka, Sandra Poschenrieder, Julia Meynen, Christine Roche, Bianca Krahl, Gerrit Schmidt-Foß, Hannes Maurer, Stephan Rabow, Philip Rohrbeck, Klaus Bickert, Regina Kette und Markus Engelhardt. Die Dialogregie führten Michael Nowka, Martina Treger, Christian Gaul, Julia Meynen, Stephan Rabow, Marianne Groß und Anja Stadlober.

### Hauptbesetzung
| Rollenname                                 | Schauspieler/in    | Hauptrolle | Nebenrolle                                       | Synchronsprecher/in              |
| ------------------------------------------ | ------------------ | ---------- | ------------------------------------------------ | -------------------------------- |
| Lieutenant Kelly Severide                  | Taylor Kinney      | 1.01–      |                                                  | Martin Kautz Manou Lubowski      |
| Captain Christopher Herrmann               | David Eigenberg    | 1.01–      |                                                  | Uwe Büschken                     |
| Randall „Mouch“ McHolland                  | Christian Stolte   | 2.01-      | 1.01–1.24                                        | Torsten Münchow Marko Bräutigam  |
| Joe Cruz                                   | Joe Minoso         | 2.01–      | 1.01–1.24                                        | Jan-David Rönfeldt Till Endemann |
| Lieutenant Stella Kidd                     | Miranda Rae Mayo   | 5.01–      | 4.15–4.23                                        | Anja Stadlober                   |
| Darren Ritter                              | Daniel Kyri        | 9.01–      | 7.02–7.05, 7.08–7.14, 7.17, 7.19–7.22, 8.01–8.20 | Patrick Baehr                    |
| Paramedic Violet Mikami                    | Hanako Greensmith  | 10.01–     | 8.10, 8.11, 8.17, 8.20, 9.09–9.16                | Yvonne Greitzke                  |
| Sam Carver                                 | Jake Lockett       | 13.01–     | 11.01–12.13                                      | Jannik Endemann                  |
| Paramedic Lizzie Novak                     | Jocelyn Hudon      | 13.01–     | 12.09–12.13                                      | Magdalena Turba                  |
| Chief Dom Pascal                           | Dermot Mulroney    | 13.01–     |                                                  | Charles Rettinghaus              |
| Dr. Hallie Thomas                          | Teri Reeves        | 1.01–1.07  | 1.20–1.22                                        | Cathlen Gawlich                  |
| Leslie Elizabeth Shay                      | Lauren German      | 1.01–2.22  | 3.01, 3.14, 3.19                                 | Marie Bierstedt                  |
| Peter Mills                                | Charlie Barnett    | 1.01–3.21  |                                                  | Julius Jellinek                  |
| Jessica „Chili“ Chilton                    | Dora Madison Burge | 4.01–4.14  | 3.21–3.23                                        | Rubina Kuraoka                   |
| Jimmy Borrelli                             | Steven R. McQueen  | 4.01–5.02  |                                                  | Roman Wolko                      |
| Gabriela „Gabby“ Dawson                    | Monica Raymund     | 1.01–6.23  | 7.01, 8.09                                       | Anne Helm                        |
| Brian „Otis“ Zvonecek                      | Yuri Sardarov      | 2.01–8.01  | 1.01–1.24, 8.09                                  | Wanja Gerick                     |
| Emily Foster                               | Annie Ilonzeh      | 7.01–8.20  |                                                  | Maximiliane Häcke                |
| Gianna „Mack“ Mackey                       | Adriyan Rae        | 9.01–9.09  |                                                  | Magdalena Turba                  |
| Captain Matthew „Matt“ Casey               | Jesse Spencer      | 1.01–10.05 | 10.22, 11.18, 11.22, 12.06                       | Marcel Collé                     |
| Blake Gallo                                | Alberto Rosende    | 8.10–12.01 | 8.02–8.09                                        | Max Felder                       |
| Sylvie Brett                               | Kara Killmer       | 3.01–12.06 |                                                  | Friederike Walke                 |
| 1st Deputy Fire Commissioner Wallace Boden | Eamonn Walker      | 1.01–12.13 | 13.18                                            | Tilo Schmitz                     |

1. ↑  Ist zum Ende der Staffel 11 nicht mehr dabei. 11.15 bis 11.22 Abwesend.
2. ↑  ab Staffel 6
3. ↑  ab Staffel 11
4. ↑  in Episode 8.10–8.20

### Nebenbesetzung
| Rollenname                         | Schauspieler/in      | Nebenrolle | Synchronsprecher/in                                          |
| ---------------------------------- | -------------------- | --- | ------------------------------------------------------------ |
| Harold Capp                        | Randy Flagler        | 1.01– | Thomas Nero Wolff Thomas Schmuckert                          |
| Toni Ferraris                      | Anthony Ferraris     | 1.01– | Gunnar Helm                                                  |
| Disponentin (Stimme)               | Anne Lockhart        | 1.01– | Martina Treger                                               |
| Kevin Hadley                       | William Smillie      | 1.01–1.12, 1.14–1.21, 2.02–2.04, 3.01, 3.13 | Tim Moeseritz                                                |
| Jose Vargas                        | Mo Gallini           | 1.01–1.05, 1.08–1.09, 3.01 | Ingo Albrecht                                                |
| Heather Darden                     | Chaon Cross          | 1.01–1.02, 1.17–1.19, 2.01–2.03, 2.05, 2.07 | Antje von der Ahe                                            |
| Nicki Rutkowski                    | Meghann Fahy         | 1.02–1.04 | Sandrine Mittelstädt                                         |
| Cindy Herrmann                     | Robyn Coffin         | 1.02, 1.04–1.05, 1.07, 1.11, 1.20, 1.22, 1.24, 2.07, 2.16, 2.22, 3.10–3.11, 3.18, 4.04, 4.07, 4.10–4.12, 4.17–4.18, 4.23–5.01, 5.05, 5.08, 5.13, 5.18, 5.22, 6.04, 6.19, 6.21, 7.03, 7.10, 7.13, 7.17, 8.05, 8.11, 8.16, 8.19, 10.12,10.22, 11.12–11.17 | Claudia Gáldy Heike Beeck                                    |
| Chief Steve Walker                 | Steve Chikerotis     | 1.02, 1.13, 2.20, 3.10, 3.16, 3.23, 4.13, 4.22–5.02, 5.06–5.07, 5.14–5.15, 6.04, 6.15, 6.22, 7.02, 7.07, 8.04, 8.14, 8.17 | Frank Ciazynski Andreas Müller Eberhard Haar Jürgen Kluckert |
| Elise Mills                        | Alexandra Metz       | 1.03–1.04, 1.07–1.08, 3.18, 3.20 | Esra Vural                                                   |
| Ingrid Mills                       | Linda Powell         | 1.03, 1.08, 1.17, 2.02, 2.07, 3.02 | Andrea Aust                                                  |
| Clarice Carthage                   | Shiri Appleby        | 1.04, 1.07–1.08, 1.13–1.16 | Manja Doering                                                |
| Chief Hatcher                      | Sam Porretta         | 1.05–1.06, 1.20, 4.13, 4.23, 5.04, 5.06, 5.18, 6.23, 7.11 | Steven Merting Gerrit Hamann                                 |
| Connie                             | DuShon Monique Brown | 1.07–6.20 | Sabine Walkenbach                                            |
| Leon Cruz                          | Jeff Lima            | 1.07, 1.09–1.12, 2.08–2.09, 6.03, 7.15, 8.19 | Niclas Lutz Jeffrey Wipprecht                                |
| Christie Casey                     | Nicole Forester      | 1.08, 1.10–1.13, 1.15–1.16, 3.05–3.06, 9.09 | Dascha Schmidt-Foß                                           |
| Renée Royce                        | Sarah Shahi          | 1.09–1.13, 1.24–2.02, 6.21–6.23 | Alexandra Wilcke                                             |
| Nancy Casey                        | Kathleen Quinlan     | 1.10–1.16 | Traudel Haas                                                 |
| Benny Severide                     | Treat Williams       | 1.13, 1.17–1.18, 2.02–2.07, 2.15–2.16, 4.07, 5.18, 6.17–6.18, 7.05 | Axel Lutter                                                  |
| Zoya                               | Larisa Polonsky      | 1.23–2.05, 2.07–2.09 | Ute Noack                                                    |
| Jeff Clarke                        | Jeff Hephner         | 2.01–2.16, 2.19, 5.08–5.10 | Dennis Schmidt-Foß                                           |
| Gail McLeod                        | Michelle Forbes      | 2.01–2.10 | Viola Sauer                                                  |
| Kaplan Orlovsky                    | Gordon Clapp         | 2.19, 3.01, 3.10, 3.12, 3.18, 3.20, 4.05, 4.10, 6.01, 7.06 | Frank Ciazynski                                              |
| Isabella                           | Mena Suvari          | 2.03–2.06, 2.08–2.10 | Sonja Spuhl                                                  |
| Devon                              | Vedette Lim          | 2.04–2.08 | Ghadah Al-Akel                                               |
| Katie Nolan                        | Brittany Curran      | 2.05, 2.07–2.09, 2.11–2.14, 7.07 | Julia Meynen Victoria Frenz                                  |
| Chief Joel Tiberg                  | Kurt Ehrmann         | 2.10–2.11, 2.14, 3.02–3.03, 3.05, 3.16, 3.23, 4.17, 6.17 | Michael Schernthaner                                         |
| Rebecca Jones                      | Daisy Betts          | 2.11–2.12, 2.14–2.18 | Julia Kaufmann                                               |
| Rick Newhouse                      | Edwin Hodge          | 2.21–3.08, 3.10, 3.13 | Matti Klemm                                                  |
| Brittany Baker                     | Serinda Swan         | 3.06–3.09 | Natascha Geisler                                             |
| Scott Rice                         | Warren Christie      | 3.17–3.23 | Tommy Morgenstern                                            |
| Jack Nesbitt                       | Eric Mabius          | 3.17, 3.20–4.02 | Sascha Rotermund                                             |
| Donna Robbins                      | Melissa Ponzio       | 2.12–2.14, 2.19, 2.21–2.22, 3.01–3.02, 3.08, 3.10–3.12, 3.15–3.16, 3.18, 3.23, 4.06–4.09, 5.05, 5.07, 5.13, 6.01–6.02, 6.08, 6.16, 7.08, 7.18, 8.15, 8.19                                                                                               | Claudia Kleiber                                              |
| Dr. Olga Patchefsky                | Amy J. Carle         | 3.02, 3.08, 3.10, 8.16, 8.18 | Ulrike Hübschmann                                            |
| Jamie Killian                      | Rachel Nichols       | 4.01–4.04, 4.08–4.09 | Damineh Hojat                                                |
| Freddie Clemente                   | Ralph Rodriguez      | 4.06–4.12 | Jesco Wirthgen                                               |
| Dallas Patterson                   | Brian J. White       | 4.01–4.09 | Julien Haggége                                               |
| Chief Ray Riddle                   | Fredric Lehne        | 4.01–4.03, 4.05–4.07, 4.09 | Joachim Tennstedt                                            |
| Stadtrat Colin Becks               | Armand Schultz       | 4.12–4.13, 4.16–4.17 | Hans-Jürgen Wolf                                             |
| Susan Weller                       | Lauren Stamile       | 4.19–4.20, 4.23–5.01, 5.03 | Alexandra Wilcke                                             |
| Tina Cantrell                      | Deanna Reed-Foster   | 4.21–4.23, 5.08–5.10, 6.08, 6.10 | Daniela Thuar                                                |
| Captain Alexa Hubble               | Erin Breen           | 5.05–5.06, 5.15, 6.02, 6.13, 7.20–7.22 | Debora Weigert                                               |
| Ramon Dawson                       | Daniel Zacapa        | 5.07, 5.21–6.01, 6.05–6.07 | Rainer Doering                                               |
| Anna Turner                        | Charlotte Sullivan   | 5.08–5.11, 5.13, 5.15, 5.17–5.20 | Nora Jokhosha                                                |
| Nick Porter                        | Brian Howe           | 5.21–5.22, 6.14, 8.07, 8.12 | Till Hagen                                                   |
| Hope Jacquinot                     | Eloise Mumford       | 6.01–6.06, 8.01–8.02 | Melanie Isakowitz                                            |
| Captain Tom Van Meter              | Tim Hopper           | 6.02, 7.11, 8.04, 8.06–8.10, 9.03, 9.07, 10.06–10.07 | Peter Flechtner                                              |
| Lily                               | Ariane Rinehart      | 6.06–6.07, 6.12, 6.15–6.16, 7.09, 7.20, 8.16 | Alice Bauer                                                  |
| Chief Huffhines                    | Michael Hayden       | 6.06, 6.12, 6.17, 6.23 | Frank Schaff                                                 |
| Bria Jamison                       | Quinn Cooke          | 6.07–6.08, 6.10, 6.20 | Daniela Molina                                               |
| Chief Grissom                      | Gary Cole            | 6.10–6.11, 6.14–6.16, 6.20–7.01, 7.15–7.16, 8.07 | Pierre Peters-Arnolds                                        |
| Jake Cordova                       | Damon Dayoub         | 6.16–6.19 | Alexander Doering                                            |
| Commissioner Staton                | Michael Bassett      | 6.20–6.22 | Wolfgang Wagner                                              |
| Deputy Jerry Gorsch                | Steven Boyer         | 7.01–7.03, 7.05–7.06, 8.13 | Marius Clarén                                                |
| Chloe Allen                        | Kristen Gutoskie     | 7.02–7.03, 7.08–7.09, 8.02, 8.04–8.05, 8.19, 9.07, 10.16, 10.17, 10.22 | Julia Stoepel                                                |
| Naomi Graham                       | Kate Villanova       | 7.05–7.06, 7.08–7.10 | Natascha Geisler                                             |
| Kaplan Kyle Sheffield              | Teddy Sears          | 7.06–7.07, 7.09, 7.11, 7.16, 7.20–8.02 | Kim Hasper                                                   |
| Lieutenant Wendy Seager            | Andy Allo            | 8.07–8.10, 8.17–8.18, 10.06–10.07, 10.09, 10.13, 10.15–10.16 | Anne Düe                                                     |
| Julie                              | Kelly Deadmon        | 8.15–8.18 | Antje von der Ahe                                            |
| Kylie Estevez                      | Katelynn Shennett    | 8.18, 8.20, 9.02– | Keren Hochberg                                               |
| Greg Grainger                      | Jon-Michael Ecker    | 9.04, 9.07–9.08, 9.11–9.12 | Torben Liebrecht                                             |
| Paramedic Field Chief Evan Hawkins | Jimmy Nicholas       | 10.02–11.03 |                                                              |
| Lieutenant Jason Pelham            | Brett Dalton         | 10.07–10.14, 10.20 |                                                              |
| Emma Jacobs                        | Caitlin Carver       | 10.17–10.22, 11.09–11.11 |                                                              |
| Jack Damon                         | Michael Bradway      | 12.10–12.11, 12.13– |                                                              |
| Monica Pascal                      | KaDee Strickland     | 13.01 |                                                              |

1. ↑  Ab Staffel 13
2. ↑  In Episode 8.16 und 8.19
3. ↑  In Episode 1.02
4. ↑  In Episode 1.13
5. ↑  In Episode 2.20
6. ↑  In Staffel 1
7. ↑  Ab Staffel 6.
8. ↑  In Episode 7.07

### Crossover-Besetzung
| Rollenname                        | Schauspieler/in      | Nebenrolle | Synchronsprecher/in                 |
| --------------------------------- | -------------------- | --- | ----------------------------------- |
| Chicago P.D.                      |                      | |                                     |
| Sergeant Hank Voight              | Jason Beghe          | 1.03–1.06, 1.15, 1.21, 1.23, 2.08–2.09, 2.16, 2.20, 3.07, 3.21–3.23, 4.01–4.02, 4.07, 5.09, 5.15, 6.13, 7.15, 8.04, 8.15 | Torsten Michaelis                   |
| Detective Antonio Dawson          | Jon Seda             | 1.03, 1.05–1.06, 1.14–1.15, 1.21–1.23, 2.01–2.02, 2.04, 2.06, 2.09–2.11, 2.14, 2.20–2.21, 3.13, 3.19, 3.21–3.23, 4.01, 4.04, 4.08–4.09, 4.11, 4.13–4.14, 4.18–4.19, 4.22, 5.01, 5.03, 5.06–5.08, 5.12, 6.07–6.08, 6.10, 6.13–6.15, 6.19, 7.12 | Felix Spieß                         |
| Officer Kevin Atwater             | LaRoyce Hawkins      | 1.23, 2.01–2.02, 2.13, 2.20, 3.03, 3.12, 4.09, 4.19, 7.04, 8.04, 8.15, 10.06, 10.07 | Christoph Banken Steven Merting     |
| Detective Jay Halstead            | Jesse Lee Soffer     | 2.01–2.06, 2.11, 2.20, 3.09, 3.11, 3.19, 5.12, 6.13, 7.02, 7.15, 7.18, 8.04, 8.05 | Tim Knauer                          |
| Detective Erin Lindsay            | Sophia Bush          | 2.08, 2.13–2.16, 2.20, 3.02, 3.07, 5.09, 5.15 | Maria Koschny Kaya Marie Möller     |
| Detective Alvin Olinsky           | Elias Koteas         | 2.09, 4.18, 5.15, 5.18 | Erich Räuker                        |
| Officer Kim Burgess               | Marina Squerciati    | 2.13, 2.20, 3.04, 3.13, 3.18, 3.20, 4.05–4.06, 4.10, 4.14, 4.17–4.18, 5.01, 5.15, 6.13–6.14, 7.04, 7.13, 8.03–8.04, 8.07, 8.15, 9.01 | Nicole Hannak                       |
| Sergeant Trudy Platt              | Amy Morton           | 2.16, 2.18, 2.22, 3.01, 3.03, 3.05, 3.09, 3.16–3.17, 4.02, 4.10, 4.14, 4.16, 4.18, 5.04–5.05, 5.09, 5.18, 5.22, 6.11, 7.12, 8.02, 8.05, 8.12, 8.15, 8.19, 9.04, 9.15, 10.05, 10.10                                                            | Eva Kryll                           |
| Officer Sean Roman                | Brian Geraghty       | 3.04, 3.13, 3.15, 3.18, 3.23, 4.03, 4.14, 4.16, 8.15 | Steven Merting                      |
| Officer Adam Ruzek                | Patrick John Flueger | 3.05, 3.19, 4.09–4.10, 4.14, 6.13, 7.19, 8.04, 8.06, 8.15, 8.18, 9.11 | Nico Sablik                         |
| Emma Crowley                      | Barbara Eve Harris   | 4.13, 4.20, 5.15 | Sabine Jaeger                       |
| Officer Julie Tay                 | Li Jun Li            | 5.01 | Marie Bierstedt                     |
| Lexi Olinsky                      | Alina Taber          | 5.15 | Giovanna Winterfeldt                |
| Hailey Upton                      | Tracy Spiridakos     | 6.13, 7.15, 7.17, 8.04, 10.21 | Manja Doering                       |
| Vanessa Rojas                     | Lisseth Chavez       | 8.04 | Laurine Betz                        |
| Law & Order: Special Victims Unit |                      | |                                     |
| Detective Amanda Rollins          | Kelli Giddish        | 3.07 | Melanie Pukaß                       |
| Lieutenant Olivia Benson          | Mariska Hargitay     | 3.21 | Anja Godenschweger                  |
| Dr. Melinda Warner                | Tamara Tunie         | 3.21 |                                     |
| Chicago Med                       |                      | |                                     |
| April Sexton                      | Yaya DaCosta         | 3.17–3.20, 4.02, 4.05, 4.10, 4.18, 5.15, 6.14, 8.04, 9.08 | Sonja Spuhl                         |
| Dr. Will Halstead                 | Nick Gehlfuss        | 3.19, 4.01, 4.03–4.05, 4.10, 4.17, 4.19–4.21, 5.02, 5.15, 6.14, 7.02, 8.04, 8.14, 8.19, 9.10–9.11 | Leonhard Mahlich                    |
| Sharon Goodwin                    | S. Epatha Merkerson  | 3.19, 5.03, 5.10, 5.15, 7.02, 8.04 | Sabina Trooger Dagmar Dempe         |
| Dr. Daniel Charles                | Oliver Platt         | 3.19, 4.03, 4.23, 5.01, 5.15, 5.17 | Lutz Schnell                        |
| Paramedic Courtney                | Courtney Rioux       | 4.01, 7.02 | Nora Kunzendorf                     |
| Sarah Reese                       | Rachel DiPillo       | 4.08, 5.18 | Marieke Oeffinger                   |
| Pflegerin Doris                   | Lorena Diaz          | 4.10, 5.02, 5.17, 6.15, 7.06, 8.14 | Svantje Wascher Sarah Méndez García |
| Dr. Connor Rhodes                 | Colin Donnell        | 4.10, 4.15, 6.07, 7.13 | Alexander Brem                      |
| Dr. Ethan Choi                    | Brian Tee            | 4.10–4.11, 4.13, 5.15, 6.15, 6.16, 7.02 | Florian Hoffmann                    |
| Maggie Lockwood                   | Marlyne Barrett      | 4.16, 5.06–5.07, 5.09, 5.13, 5.15–5.16, 6.07, 7.06, 8.04 | Vera Teltz                          |
| Paramedic Cesar                   | Cesar Jaime          | 5.11, 7.02 | Nico Nothnagel                      |
| Dr. Natalie Manning               | Torrey DeVitto       | 5.15, 7.02, 8.04, 8.13 | Ilona Otto                          |
| Paramedic Desmond                 | Desmond Gray         | 5.15, 7.02, 9.04 | Benjamin Kiesewetter                |
| Pat Halstead                      | Louis Herthum        | 7.02 | Dieter Memel                        |
| Dr. Nina Shore                    | Patti Murin          | 7.04 | Jessica Walther-Gabory              |
| Dr. Ava Bekker                    | Norma Kuhling        | 7.06 | Julia Meynen                        |
| Pflegerin Monique                 | Casey Tutton         | 7.08 | Daniela Molina                      |
| Dr. Crockett Marcel               | Dominic Rains        | 8.04 10.01 | Tobias Nath                         |
| Chicago Justice                   |                      | |                                     |
| Mark Jefferies                    | Carl Weathers        | 5.03, 5.15 | Thomas Rauscher                     |

1. ↑  In Episode 2.13
2. ↑  In den Episoden 5.09, 5.15
3. ↑  In Episode 3.19
4. ↑  In Episode 7.02
5. ↑  In Episode 4.10
6. ↑  In Episode 5.15 und 9.04

## Produktion und Ausstrahlung

### Vereinigte Staaten
Im Januar 2012 sicherte sich NBC die Rechte an Dick Wolfs Actionpiloten und gab die Produktion einer Pilotfolge bekannt. Nach der Sichtung der Pilotfolge gab der Sender im Mai 2012 grünes Licht und orderte zunächst 13 Episoden für die erste Staffel. Die Premiere erfolgte am 10. Oktober 2012 im Anschluss an Law & Order: Special Victims Unit auf NBC.
Die Pilotfolge wurde von 6,61 Millionen Zuschauer gesehen, bei einem Zielgruppen-Rating von 1,9. In den nächsten Wochen verlor die Serie einige Zuschauer, bevor sie mit der vierten Episode die beste Einschaltquote von 7,03 Millionen Zuschauer einfuhr. Danach verlor Chicago Fire jedoch wieder Zuschauer. Trotz dieses Quotenrückgangs gab NBC Anfang November die Produktion von neun weiteren Episoden bekannt. Bis Anfang Februar wurden noch zwei weitere Episoden für die erste Staffel bestellt, sodass diese auf 24 Episoden kommt. Das Finale der ersten Staffel, das am 22. Mai 2013 ausgestrahlt wurde, ist als ein Backdoor-Pilot für das Spin-off Chicago P.D. über die Polizei in Chicago angelegt.
Ende April 2013 wurde die Serie um eine zweite Staffel mit 22 Episoden verlängert. Die Ausstrahlung der zweiten Staffel begann am 24. September 2013 und wurde am 13. Mai 2014 beendet.
Die Zuschauerzahlen der zweiten Staffel stiegen um 35 % auf durchschnittlich 10,6 Millionen an, mit einem Zielgruppenrating von 3,1. Im März 2014 wurde die Serie um eine dritte Staffel verlängert. Die erste Episode der dritten Staffel wurde in den USA am 23. September 2014 ausgestrahlt. Im Februar 2015 hat NBC die Serie um eine vierte Staffel verlängert. Im November 2015 bestellte NBC eine fünfte Staffel, die ab dem 11. Oktober 2016 ausgestrahlt wurde. Es folgten die Staffeln 6 und 7; im Februar 2019 verlängerte NBC die Serie um die achte Staffel. Die Serie wurde um Staffel 9 verlängert, wofür die Produktion im Oktober 2020 begann. Aufgrund mehrerer positiver Tests auf COVID-19 wurde diese im November für zwei Wochen eingestellt. Die vierte Episode der 9. Staffel sollte ursprünglich am 6. Januar 2021 ausgestrahlt werden, wurde aber aufgrund des Sturm auf das Kapitol in Washington 2021 auf den 27. Januar 2021 verschoben.
Bereits im Februar 2020 verlängerte NBC die Serie bis zur elften Staffel. Die Ausstrahlung der 10. Staffel begann am 22. September 2021.
Im Juni 2022 kündigte NBC an, dass die Ausstrahlung der 11. Staffel ab dem 21. September 2022 erfolgen wird.

### Deutschland
Die Erstausstrahlung im deutschsprachigen Fernsehen erfolgt seit dem 5. September 2013 beim Bezahlfernsehsender Universal Channel. Die erste Staffel wurde in Doppelfolgen und mit Originalton-Option vom 5. September bis zum 21. November 2013 ausgestrahlt. Die zweite Staffel wurde ebenfalls in Doppelfolgen vom 12. Juni bis zum 21. August 2014 ausgestrahlt. Vom 8. April 2015 bis zum 26. August 2015 wurde die dritte Staffel ausgestrahlt. Die vierte Staffel wurde vom 15. März bis zum 17. Mai 2016 ausgestrahlt. Die fünfte Staffel wurde vom 6. März 2017 bis 31. Juli 2017 bei Universal Channel ausgestrahlt. Die sechste Staffel wurde vom 19. März bis 20. August 2018 ausgestrahlt. Vom 4. März bis 29. Juli 2019 wurde die siebte Staffel erstmals ausgestrahlt. Es folgte Staffel 8 ab Februar 2020 und Staffel 9 ab April 2021 bis 30. August 2021 sowie die zehnte Staffel vom 18. April 2022 bis 12. September 2022. Staffel 11 wurde vom 10. April bis 4. September erstmals ausgestrahlt. Im deutschen Free-TV läuft die Serie seit dem 16. Juni 2014 bei VOX. Außerdem waren die Staffel 1–10 über den Streamingdienst Peacock bis zum Ende 2022 zu sehen. Später wurden alle Folgen vom Streamingdienst von Sky Deutschland ausgestrahlt.
| Staffel | Episoden | Sendezeitraum                 | Einschaltquoten              | Einschaltquoten            | Einschaltquoten               | Einschaltquoten             | Quelle |
| Staffel | Episoden | Sendezeitraum                 | Reichweite (ab 3 J. in Mio.) | Marktanteil (ab 3 J. in %) | Reichweite (14–49 J. in Mio.) | Marktanteil (14–49 J. in %) | Quelle |
| ------- | -------- | ----------------------------- | ---------------------------- | -------------------------- | ----------------------------- | --------------------------- | ------ |
| 1       | 24       | 16. Jun. – 1. Sep. 2014       | 1,57 Mio.                    | 5,4 %                      | 0,85 Mio.                     | 7,7 %                       | [ 35 ] |
| 2       | 22       | 12. Jan. – 23. Mär. 2015      | 1,49 Mio.                    | 4,6 %                      | 0,79 Mio.                     | 6,6 %                       | [ 36 ] |
| 3       | 23       | 14. Sep. 2015 – 29. Feb. 2016 | 1,38 Mio.                    | 4,2 %                      | 0,78 Mio.                     | 6,6 %                       | [ 37 ] |

### Schweiz
In der Schweiz erfolgt seit dem 24. März 2014 die Erstausstrahlung im deutschsprachigen freiempfangbaren Fernsehen.
Im Schweizer Fernsehen (Kanal SRFZwei) wurde die erste Staffel vom 24. März bis zum 9. Juni 2014 und die zweite Staffel vom 5. Januar bis zum 23. März 2015 ausgestrahlt. Vom 14. September 2015 bis zum 11. Januar 2016 wurde die dritte Staffel ausgestrahlt.

### Österreich
In Österreich wurde die erste Staffel der Serie auf dem Free-TV-Sender Puls 4 vom 26. Mai bis zum 11. August 2014 montags, ebenfalls in Doppelfolgen, ausgestrahlt.

## Ableger

### Chicago P.D.
Im März 2013 ließ NBC Pläne für einen geplanten Ableger von Chicago Fire über das Chicago Police Department verlauten. Der Ableger wurde von Dick Wolf entwickelt und seiner Produktionsfirma Wolf Films in Zusammenarbeit mit Universal Television produziert. Die Figuren der geplanten Serie wurden im ersten Staffelfinale, das am 22. Mai 2013 ausgestrahlt wurde, eingeführt. Im Mai 2013 gab NBC der Serie, die den Titel Chicago P.D. trägt, grünes Licht für eine erste Staffel mit 13 Episoden. Die Serie wird seit dem 8. Januar 2014 ausgestrahlt. Seitdem hat es mehrere Crossover-Episoden mit der Mutterserie und Law & Order: Special Victims Unit gegeben.

### Chicago Med
Die Serie beschäftigt sich mit dem Krankenhaus Chicago Med in Chicago. Die Erstausstrahlung in den Vereinigten Staaten erfolgte am 17. November 2015 auf NBC. Die deutsche Erstausstrahlung lief ab dem 12. April 2016 auf dem Pay-TV-Sender Universal Channel. VOX nahm die Sendung 2017 ins Programm und sendete bis November 2018 die ersten drei Staffeln.

### Chicago Justice
Im Januar 2016 kündigte NBC an, dass mit Chicago Law ein weiterer Ableger der Serie in Planung ist. Im März 2016 gab man schließlich bekannt, dass das Projekt in Chicago Justice umbenannt wurde. Die Figuren der Serie wurden mittels eines Backdoor-Pilots in der 21. Folge der dritten Staffel von Chicago P.D. vorgestellt. Wenige Tage danach erfolgte am 12. Mai 2016 die Serienbestellung durch NBC. Am 1. März 2017 begann die Ausstrahlung der Serie in den Vereinigten Staaten. Die deutsche Erstausstrahlung war ab dem 9. Mai 2017 auf dem Pay-TV-Sender Universal Channel zu sehen.
Chicago Justice wurde nach einer Staffel abgesetzt.

## Rezeption
„Nichts Neues, nichts Überraschendes. Doch eventuell will die Serie gar nicht überraschend und neu sein. Eventuell tritt sie gar nicht mit dem Anspruch an, das Genre zu revolutionieren, eventuell will sie es nicht einmal wiederbeleben. Sie will einfach nur gute Unterhaltung sein.“

## DVD- und Blu-ray-Veröffentlichungen
Vereinigte Staaten
- Staffel 1 erschien am 10. September 2013
- Staffel 2 erschien am 2. September 2014
- Staffel 3 erschien am 1. September 2015
- Staffel 4 erschien am 30. August 2016
- Staffel 5 erschien am 29. August 2017
- Staffel 6 erschien am 28. August 2018

Großbritannien
- Staffel 1 erschien am 14. Oktober 2013
- Staffel 2 erschien am 27. Oktober 2014
- Staffel 3 erschien am 23. November 2015
- Staffel 4 erschien am 7. November 2016
- Staffel 5 erschien am 4. Dezember 2017
- Staffel 6 erschien am 22. Oktober 2018

Deutschland
- Staffel 1 erschien am 16. Januar 2014
- Staffel 2 erschien am 20. November 2014
- Staffel 3 erschien am 29. Oktober 2015
- Staffel 4 erschien am 6. Oktober 2016
- Staffel 5 erschien am 12. Oktober 2017
- Staffel 6 erschien am 4. Oktober 2018
- Staffel 7 erschien am 2. Oktober 2019
- Staffel 8 erschien am 22. Oktober 2020
- Staffel 9 erschien am 21. Oktober 2021
- Staffel 10 erschien am 16. November 2022 (DVD) bzw. 20. Dezember 2022 (Blu-ray)